# Jan Łazarski
Jan Łazarski (Cracovia, 26 ottobre 1892 – Cracovia, 11 agosto 1968) è stato un pistard polacco.

## Palmarès

### Olimpiadi
- Argento a Parigi 1924 nell'inseguimento a squadre.